# Enrico Dandolo
Enrico Dandolo, 41. beneški dož in eden od protagonistov četrte križarske vojne (1204), * 1107, Benetke, † 1205, Konstantinopel.